# Sü Sia-kche
Sü Sia-kche (čínsky pchin-jinem Xú Xiákè, znaky 徐霞客; 5. ledna 1587 – 8. března 1641) byl čínský spisovatel a geograf známý svými cestopisy, posmrtně vydanými jako Cestovní deníky Sü Sia-kchea, ale také statečností a pokorou.

## Jména
Sü Sia-kcheovo rodné jméno bylo Sü Chung-cu (čínsky pchin-jinem Hóngzǔ, znaky 弘祖 (徐弘祖, Xú Hóngzǔ), používal zdvořilostní jméno Čen-č’ (čínsky pchin-jinem Zhènzhī, znaky 振之), Sia-kche byl jeho pseudonym.

## Život a dílo
Sü Sia-kche pocházel z okresu Ťiang-jin (v moderní prefektuře Wu-si v provincii Ťiang-su). Přes třicet let cestoval po Číně, tehdy říši Ming, přičemž si pořizoval obsáhlé zápisky, posmrtně vydané pod názvem Cestovní deníky Sü Sia-kchea. Jeho dílo spadá do tradičního čínského žánru „zápisků z cest“ (遊記文學, jou-ťi wen-süe), který používal stylistické postupy čínské prózy k zobrazení cestovních zkušeností.
Na svých cestách po Číně cestoval se služebníkem Ku Singem (顾行). Na cestách přestál mnoho těžkostí, často byl odkázán na přízeň příslušníků místní džentry, kteří mu pomáhali poté, co byl okraden o všechny své věci. Opati různých buddhistických klášterů, které navštívil, mu hradili i drobné služby typu záznamu historie jejich sídla. Od zasněžených průsmyků S’-čchuanu k subtropickým džunglím Kuang-si nebo tibetským horstvům, popsal všechny své zkušenosti a seznámil čtenáře s enormním množstvím svých pozorování. Jeho zápisky obsahují 404 tisíc znaků, na tehdejší dobu mimořádně dlouhé dílo.